# كأس السوبر الأندوري 2013
بطولة كأس السوبر الأندوري 2013 هي النسخة الحادية عشر من بطولة كأس السوبر الأندوري ، لعب يوم 15 سبتمبر 2013 في استاد كومونال ، بين فريق لوسيتانوس الفائز بالدوري وفريق إسبورتيفا الفائز بكأس أندورا. وقد انتهت المباراة بفوز لوسيتانوس بالمباراة بنتيجة 1–0 ليحصد لقبه الثاني على التوالي والثاني في تاريخ البطولة.

## التفاصيل
| لوسيتانوس    | 1–0 | إسبورتيفا |
| ------------ | --- | --------- |
| مارتينيز 12' |     |           |